# Christian Ethuin

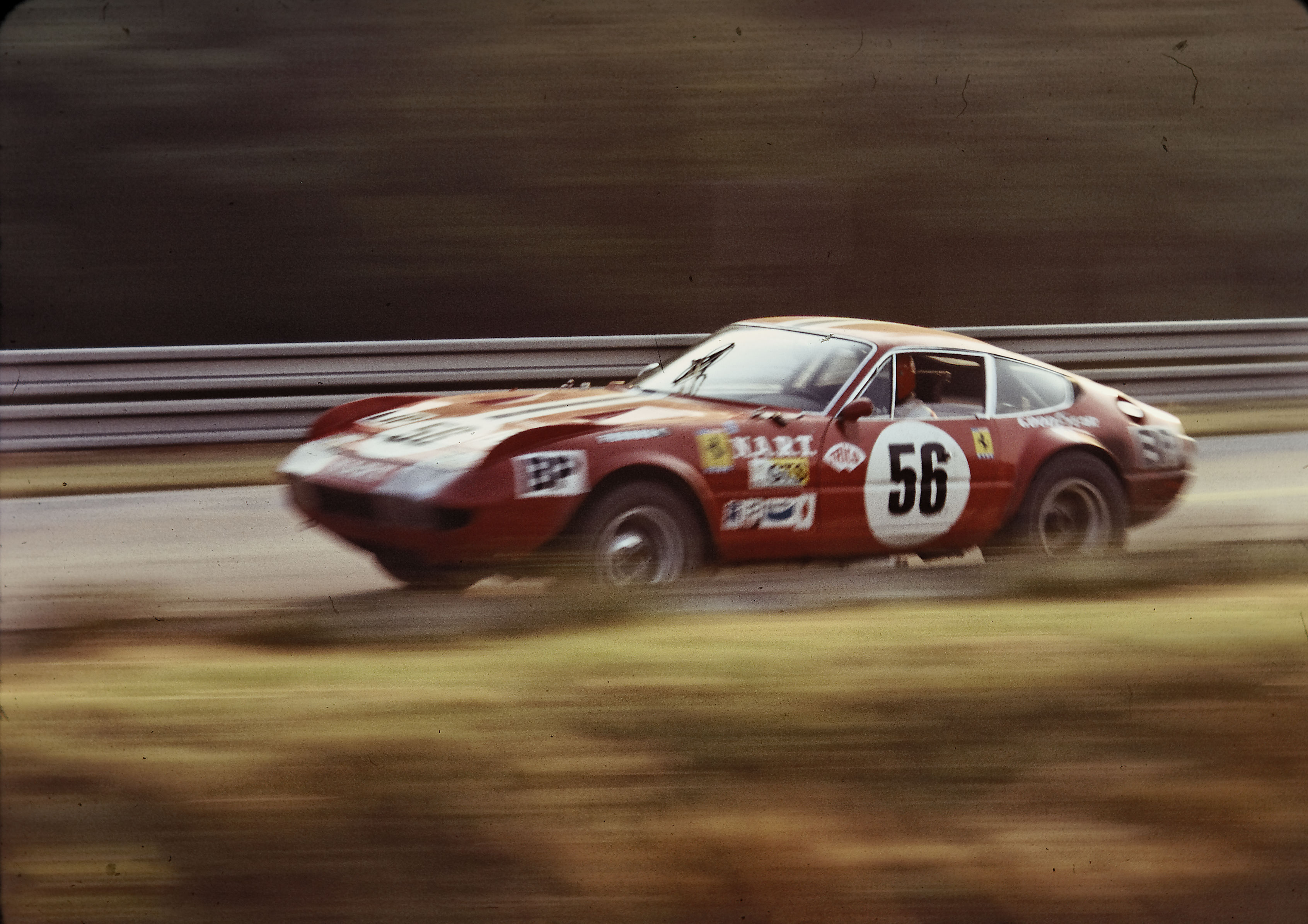
Der von Christian Ethuin beim 24-Stunden-Rennen von Le Mans 1974 gefahrene Ferrari 365 GTB/4

Christian Ethuin (* 31. Juli 1946 in Paris) ist ein ehemaliger französischer Autorennfahrer.

## Karriere als Rennfahrer
Christian Ethuin fuhr am Ende der 1960er- und zu Beginn der 1970er-Jahre Formel-France- und Formel-3-Rennen in Frankreich, Italien und Großbritannien. Die Formel-France-Saison 1970 beendete er auf einem Tecno 70 an der dritten Stelle. Ein weiterer Erfolg war unteren anderem der fünfte Schlussrang in der französischen Formel-3-Meisterschaft 1973 (Meister Jacques Laffite).
Neben seinen Teilnahmen bei Monoposto-Veranstaltungen startete er fünfmal beim 24-Stunden-Rennen von Le Mans. Seine besten Platzierungen waren die 11. Gesamtränge 1968 und 1974. Dazu kam ein Klassen- und Indexsieg 1969.

## Statistik

### Le-Mans-Ergebnisse
| Jahr | Team                           | Fahrzeug          | Teamkollege      | Teamkollege     | Platzierung             | Ausfallgrund          |
| ---- | ------------------------------ | ----------------- | ---------------- | --------------- | ----------------------- | --------------------- |
| 1968 | Trophée Le Mans                | Alpine A210       | Bob Wollek       |                 | Rang 11                 |                       |
| 1969 | Société des Automobiles Alpine | Alpine A210       | Alain Serpaggi   |                 | Rang 12 und Klassensieg |                       |
| 1973 | Daniel Rouveyran               | Lola T280/82      | Daniel Rouveyran | Christian Mons  | Ausfall                 | Reifenschaden         |
| 1974 | North American Racing Team     | Ferrari 365 GTB/4 | Lucien Guitteny  |                 | Rang 11                 |                       |
| 1975 | Sociéte ROC                    | Lola T292         | Xavier Lapeyre   | Laurent Ferrier | Ausfall                 | Antriebswellenschaden |

### Einzelergebnisse in der Sportwagen-Weltmeisterschaft
| Saison | Team                           | Rennwagen                   | 1   | 2   | 3   | 4   | 5   | 6   | 7   | 8   | 9   | 10  |
| ------ | ------------------------------ | --------------------------- | --- | --- | --- | --- | --- | --- | --- | --- | --- | --- |
| 1968   | Trophée Le Mans                | Alpine A210                 | DAY | SEB | BRH | MON | TAR | NÜR | SPA | WAT | ZEL | LEM |
| 1968   | Trophée Le Mans                | Alpine A210                 |     |     |     |     |     |     | 11  |     |     |     |
| 1969   | Alpine                         | Alpine A210                 | DAY | SEB | BRH | MON | TAR | SPA | NÜR | LEM | WAT | ZEL |
| 1969   | Alpine                         | Alpine A210                 |     |     |     |     | 12  |     |     |     |     |     |
| 1973   | Daniel Rouveyran               | Lola T280                   | DAY | VAL | DIJ | MON | SPA | TAR | NÜR | LEM | ZEL | WAT |
| 1973   | Daniel Rouveyran               | Lola T280                   |     |     |     |     | DNF |     |     |     |     |     |
| 1974   | North American Racing Team ROC | Ferrari 365 GTB/4 Lola T292 | MON | SPA | NÜR | IMO | LEM | ZEL | WAT | LEC | BRH | KYA |
| 1974   | North American Racing Team ROC | Ferrari 365 GTB/4 Lola T292 |     |     |     |     | 11  |     |     | 21  |     |     |